# 르윈 디아즈

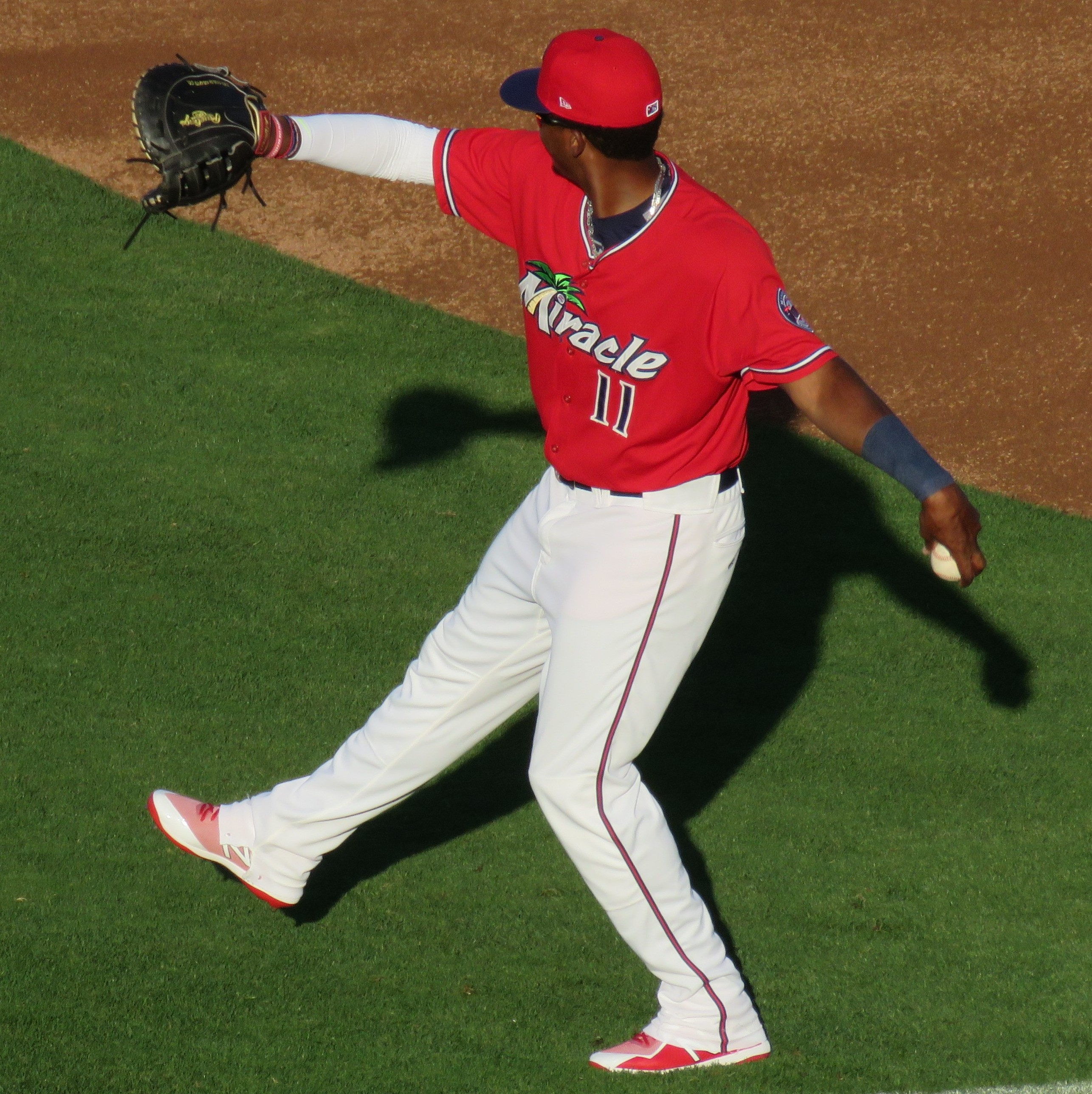

레윈 호세 디아스(Lewin Jose Diaz, 1996년 11월 19일 ~ )는 도미니카 공화국의 야구 선수이자, 현 KBO 리그 삼성 라이온즈의 내야수이다.

## 미국 프로야구 시절
2013년에 미네소타 트윈스에 입단하였다.

## 한국 프로야구 시절
2024년 8월 14일에 루벤 카데나스를 대체할 외국인 타자로 영입되었다.